# إيبلو
إيبلو هي قرية في مقاطعة أرومية، إيران. يقدر عدد سكانها بـ 114 نسمة بحسب إحصاء 2016.